# Żelizna (gmina)
Żelizna  (następnie Przegaliny) – dawna gmina wiejska na Lubelszczyźnie. Siedzibą władz gminy była Żelizna, a następnie Komarówka.
Gmina Żelizna była jedną z 15 gmin wiejskich powiatu radzyńskiego guberni siedleckiej. Jednostka należała do sądu gminnego okręgu II w Szóstce. W jej skład wchodziły wsie Brzeziny, Kolembród, Komarówka, Komarowska Wólka, Osiny, Ossowa, Przegaliny, Przegaliny Małe, Sajbudy, Żelizna, i Żulinki. Gmina miała 17841 mórg obszaru i liczyła 4201 mieszkańców (1867 rok).
Gminę zniesiono po 1905 roku, przed przejściem jej obszaru pod zwierzchnictwo polskie, odkąd jednostka występuje pod nazwą gmina Przegaliny, a którą z kolei 6 czerwca 1929 roku przemianowano na gmina Komarówka Podlaska.